# Бун-Айзекс, Шерил
Ше́рил Бун-А́йзекс (англ. Cheryl Boone Isaacs; 1949, Спрингфилд, Массачусетс, США) — американский директор по киномаркетингу и связям с общественностью. Она представляла Отдел по связям с общественностью Академии кинематографических искусств и наук (AMPAS), известной своими ежегодными премиями «Оскар»; по состоянию на 2013 год, состоит в Совете управляющих AMPAS в течение 21 года. 30 июля 2013 года она была избрана 35-м президентом AMPAS и 11 августа 2015 года она была переизбрана на второй срок, который закончился 
в 2017 году. Бун-Айзекс стала первым афроамериканцем, занявшим этот пост, и третьей женщиной (после Бетт Дейвис и Фэй Канин).

## Биография
Шерил Бун-Айзекс родилась в 1949 году в Спрингфилде (штат Массачусетс, США) в семье почтальона Эшли Буна-старшего и домохозяйки. Её семья была среднего класса, и она росла недалеко от Спрингфилдского колледжа, пока её семья не переехала в район Шестнадцать акров Спрингфилда. Она младшая из четырёх детей, есть два старших брата и старшая сестра.
В 1967 году Бун-Айзекс окончила Центральную среднюю школу Спрингфилда, известную в то время как Классическая средняя школа. В 1971 году она окончила колледж Уиттиера, получив степень в области политологии. Во время учёбы в колледже, она также обучалась по программе обмена студентами за границу, в рамках которой попала в Копенгаген, Дания.
Бун-Айзекс замужем за Стэнли Айзексом, который имеет англо-еврейское происхождение, имеют сына Купера (род. 1994/1995). Они живут и работают в районе Большого Лос-Анджелеса.